# Водопривреда (часопис)
Водопривреда је научно-стручни часопис који излази од 1969. године и бави се питањима вода у Србији (одводњавања, наводњавања, уређења, заштите и коришћења).

## О часопису
Часопис је почео да излази 1969. године која је била врло значајна за сектор вода тадашње Југославије. Задржао је континуитет у излажењу од првог броја до данас. Излазио је и у време тешких околности за Србију захваљујући тадашњем Фонду за воде Србије. Замишљен је као двомесечник и током 47 година издао је укупно 278 бројева. Сврстан је у категорију водећег часописа националног значаја од 2013. године.

### Историјат
Године 1969. основано је Југословенско друштво за одводњавање и наводњавање, a донета је и одлука да се покрене научни часопис. Часопис је замишљен као југословенско гласило за читав сектор вода, о чему говори и сам наслов часописа. Поводом одржавања Првог конгреса о водама читав сектор вода Југославије добио је своје научно и стручно гласило, које је већ после неколико бројева стекло висок реноме.

#### Конгрес о водама Југославије
После дужих и темељних припрема, исте године кад је и покренут часопис, одржан је Конгрес о водама Југославије. Ово је био значајан скуп после реализације светски значајних објеката и система током 20 послератних година.
- Акумулација Власинско језеро и систем од 4 хидроелектране и бране
- Систем хидроелектрана на Увцу
- Сложен систем Горња Зета са хидроелектраном Перућица, Бајина Башта
- Хидромелирациони системи
- Хидросистем Дунав-Тиса-Дунав
- Хидроелектрана Ђердап I која је била у поодмаклој фази изградње

### Периодичност излажења
Излази двомесечно (6 пута годишње). Најчешће си издавани двоброји, касније и троброји и на тај начин је концентрисан већи број чланака у оквиру једне публикације које су имале и до 150 страница релевантних информација из струке.

## Издавач
Током година су се мењали издавачи.
- Од 2012. године издавач часописа је Српско друштво за одводњавање и наводњавање, а суиздавач Академија инжењерских наука Србије.
- Од 1996. до 2011. Југословенско друштво за одводњавање и наводњавање.
- Од 1973. до 1995. Југословенско друштво за одводњавање и наводњавање и Југословенско друштво за заштиту вода.
- Од 1969. до 1972. Југословенско друштво за одводњавање и наводњавање.

## Уредници
Током дугог низа година излажења часописа смењивали су се и главни уредници.
- Од 1990. до данас проф. др Бранислав Ђорђевић
- Од 1985. до 1989. проф. др Стеван Брук
- Од 1969. до 1984. Милутин Мостарлић, дипломирани инжењер

Заменик главног и одговорног уредника је проф. др Тина Дашић.

## Аутори прилога
Часопис је последњих година постао регионално гласило у области вода. Све више је аутора из земаља бивше СФРЈ. Дистрибуира се бројним појединцима и институцијама држава у окружењу.

## Теме
- Хидроенергетика
- Хидраулика
- Екохидрологија
- Хидрологија
- Водопривреда
- Економика водопривреде
- Квалитет воде
- Уређење водотока и сливова
- Заштита вода
- Хидротехничке мелиорације - одводњавање и наводњавање

## Електронски облик часописа
Од 2002. године до данас постављени су чланци у електронском облику. Старија годишта селективно ће се постављати, објављиваће се целокупни садржаји, а бираће се чланци који имају методолошки значај, или садрже податке који су још актуелни.

## Занимљивост - крилатица за научне часописе
У време оснивања часописа настала је и крилатица, да се нека струка не може третирати као озбиљна струка уколико нема своје научно и стручно гласило које врло уредно излази и обавља своју научну и стручну мисију. Ова крилатица је и данас врло актуелна.